# Ryszard Parulski
Ryszard Parulski (9. března 1938 – 10. ledna 2017 Varšava, Polsko) byl polský sportovní šermíř, který se specializoval na šerm fleretem. Polsko reprezentoval v šedesátých letech. Na olympijských hrách startoval v roce 1960, 1964 a 1968 v soutěži jednotlivců a družstev. V roce 1961 získal titul mistra světa v soutěži jednotlivců. S polským družstvem fleretistů vybojoval jednu stříbrnou (1964) a jednu bronzovou (1968) olympijskou medaili. Na mistrovství světa obsadil s polským družstvem fleretistů dvakrát druhé místo v roce 1963 a 1969 a v roce 1963 vybojoval s družstvem kordistů titul mistrů světa.